# Garsoniera (film)

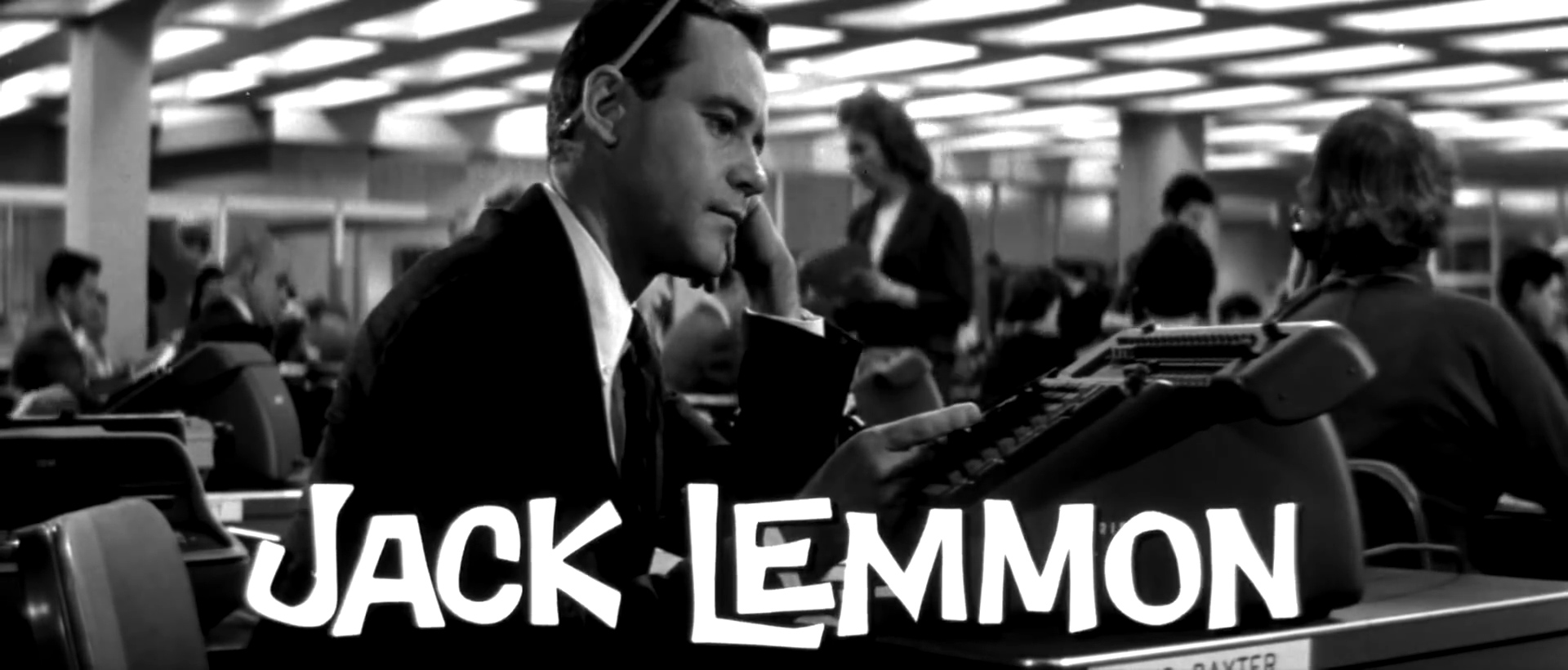
Jack Lemmon w filmie Garsoniera

Garsoniera (ang. The Apartment) – amerykańska komedia filmowa z 1960 roku w reżyserii Billy'ego Wildera. Film zdobył 10 nominacji do Oscara i 5 statuetek, w tym dla najlepszego filmu roku.

## Obsada
- Jack Lemmon – C.C. 'Bud' Baxter
- Shirley MacLaine – Fran Kubelik
- Fred MacMurray – Jeff D. Sheldrake
- Ray Walston – Joe Dobisch
- Jack Kruschen – Dr Dreyfuss
- David Lewis – Al Kirkeby
- Hope Holiday – Pani Margie MacDougall
- Joan Shawlee – Sylvia
- Naomi Stevens – Pani Mildred Dreyfuss
- Johnny Seven – Karl Matuschka
- Joyce Jameson – Blondynka
- Willard Waterman – Pan Vanderhoff
- David White – Pan Eichelberger
- Edie Adams – Panna Olsen

i inni

## Nagrody
- Złoty Glob dla Najlepszego filmu komediowego lub musicalu (1961)
- BAFTA dla Najlepszego filmu (1961)
- Oscary (1960):
  - najlepszy film
  - najlepsza reżyseria
  - najlepszy scenariusz oryginalny
  - najlepsza scenografia w filmie czarno-białym
  - najlepszy montaż